# Bahrain International Challenge 2014
Die Bahrain International Challenge 2014 als offene internationale Meisterschaft von Bahrain im Badminton wurde vom 4. bis zum 8. November 2014 in Manama ausgetragen. Es war die zweite Auflage des Turniers.

## Sieger und Platzierte
| Disziplin    | Gold                                       | Silber                                 | Bronze                                        |
| ------------ | ------------------------------------------ | -------------------------------------- | --------------------------------------------- |
| Herreneinzel | Firman Abdul Kholik                        | Anand Pawar                            | Anthony Ginting                               |
| Herreneinzel | Firman Abdul Kholik                        | Anand Pawar                            | Jonatan Christie                              |
| Dameneinzel  | P. C. Thulasi                              | Ruselli Hartawan                       | Rituparna Das                                 |
| Dameneinzel  | P. C. Thulasi                              | Ruselli Hartawan                       | Fitriani                                      |
| Herrendoppel | Yohanes Rendy Sugiarto Afiat Yuris Wirawan | Fran Kurniawan Agripina Prima Rahmanto | Fajar Alfian Muhammad Rian Ardianto           |
| Herrendoppel | Yohanes Rendy Sugiarto Afiat Yuris Wirawan | Fran Kurniawan Agripina Prima Rahmanto | Terry Hee Hendra Wijaya                       |
| Damendoppel  | Ekaterina Bolotova Evgeniya Kosetskaya     | Anastasia Chervyakova Nina Vislova     | Ni Ketut Mahadewi Istarani Melvira Oklamona   |
| Damendoppel  | Ekaterina Bolotova Evgeniya Kosetskaya     | Anastasia Chervyakova Nina Vislova     | Pradnya Gadre Siki Reddy                      |
| Mixed        | Vitaliy Durkin Nina Vislova                | Fran Kurniawan Komala Dewi             | Arun Vishnu Aparna Balan                      |
| Mixed        | Vitaliy Durkin Nina Vislova                | Fran Kurniawan Komala Dewi             | Muhammad Rian Ardianto Rosyita Eka Putri Sari |